# Рябыкина, Галина Владимировна
Рябыкина, Галина Владимировна (22 сентября 1945, Ижевск — 21 января 2021, Москва) — советский и российский кардиолог, доктор медицинских наук, профессор, специалист в области анализа различных аспектов функционирования электрического поля сердца.

## Биография
Родилась 22 сентября 1945 года в г. Ижевск Удмуртской АССР в семье служащего Владимира Владимировича Рябыкина и рабочей Нины Петровны Рябыкиной.
В 1940 году В. В. Рябыкин окончил Московское высшее техническое училище им. Н. Э. Баумана в г. Москве и был направлен на работу в г. Брянск, где приступил к обязанностям инженера Брянского машиностроительного завода. В 1941 году после начала Великой Отечественной войны завод был эвакуирован на Урал, в Ижевск и перепрофилирован под выпуск для фронта снарядов и патронов. В. В. Рябыкин был назначен начальником цеха, в котором будущая мать Галины Владимировны работала контролёром ОТК. Они поженились. В 1945 году родилась дочка Галина. В Ижевске семья прожила до 1953 года.
В 1953 году В. В. Рябыкин переехал с семьёй в г. Подольск, в котором работал в Центральном конструкторском бюро академика Л. Н. Кошкина, в котором позже защитил кандидатскую диссертацию. Последние годы посвятил преподавательской работе в Подольском филиале ВЗПИ (Всесоюзного заочного политехнического института).
Школу Галина Владимировна окончила в 1962 году в г. Подольске и в том же 1962 году поступила на лечебный факультет Первого Московского ордена Ленина медицинского института им. И. М. Сеченова (1МОЛГМИ). В студенческие годы стала заниматься научной работой. После окончания института в 1968 году Галина Владимировна была рекомендована Учёным Советом в клиническую ординатуру НИИ Терапии им. А. Л. Мясникова АМН СССР, в клиническое отделение академика АН СССР Е. И. Чазова.
В Институте терапии им. А. Л. Мясникова, позже реорганизованном в Национальный медицинский исследовательский центр кардиологии, Галина Владимировна проработала всю свою жизнь, пройдя путь от врача-ординатора до главного научного сотрудника, руководителя научной группы ЭКГ исследований и разработок.
В период с 1968 года по 1970 год Галина Владимировна назначена на должность клинического ординатора Института терапии. В период с 1970 года по 1978 год Галина Владимировна становится врачом Отделения клинической патофизиологии и функциональных методов исследования. В период с 1978 года по 1984 год Галина Владимировна назначена младшим научным сотрудником лаборатории ЭКГ. В период с 1984 года по 1987 год Галина Владимировна становится старшим научным сотрудником лаборатории ЭКГ. в период с 1987 год по 2019 год Галина Владимировна работала ведущим, а позже и главным научным сотрудником отдела новых методов исследования и диагностики. В 1993 году Галине Владимировне было присвоено звание профессора.
Галина Владимировна скончалась 21 января 2021 года на 76-м году жизни. Похоронена на Востряковском кладбище.

## Научная деятельность

### Диссертации
1. Кандидатская диссертация на тему: «Определение размеров поражения сердечной мышцы по данным множественных прекордиальных отведений ЭКГ», 1978 г.
2. Докторская диссертация на тему: «Дифференциация основных форм поражения миокарда методом автоматизированного картирования множественных отведений ЭКГ», Аг[2].

### Научные работы и разработки
К основными направлениями научной работы и разработок профессора Г. В. Рябыкиной относятся:
1. Клинический анализ традиционной ЭКГ-12 с применением специально разработанных систем отведения.
2. Картирование множественных отведений ЭКГ-35.
3. Холтеровский мониторинг ЭКГ.
4. Анализ вариабельности ритма сердца.
5. Бифункциональное мониторирование ЭКГ и артериального давления .
6. Метод дисперсионного картирования ЭКГ[3].
7. Дистанционный анализ ЭКГ.
8. Диагностика фибрилляции предсердий дистанционными электрокардиографическими методами в условиях первичного звена здравоохранения.
9. Исследование корреляции ЭКГ- изменений и гликемических профилей у детей и взрослых больных сахарным диабетом.
10. Влияние КОВИД −19 на показатели ЭКГ и состояние миокарда у больных КОВИД-19.

## Семья
Сеид-Гусейнов, Алексей Асадович, муж, профессор, доктор медицинских наук

Созыкина, Мария Алексеевна, дочь, кандидат медицинских наук

Созыкин, Иван Алексеевич, внук, студент медицинского института

Созыкин, Михаил Алексеевич, внук, студент медицинского института

## Память
10 ноября 2021 года замечательный советский и российский скульптор Андрей Станиславович Забалуев создал памятные медали Галины Владимировны Рябыкиной. В 2022 году на могиле Галины Владимировны был установлен памятник работы того же скульптора.

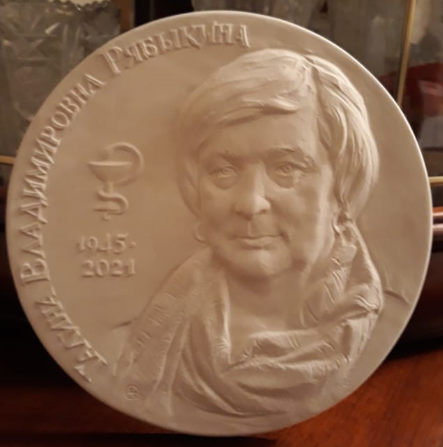
Памятная медаль профессора Г. В. Рябыкиной работы А. С. Забалуева, Москва, 2021.
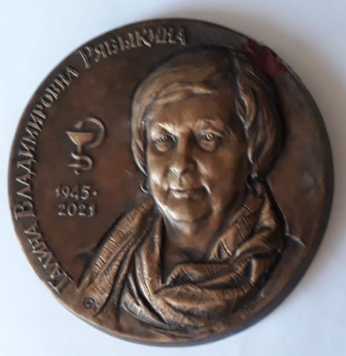
Памятная медаль профессора Г. В. Рябыкиной работы А. С. Забалуева, Москва, 2021.
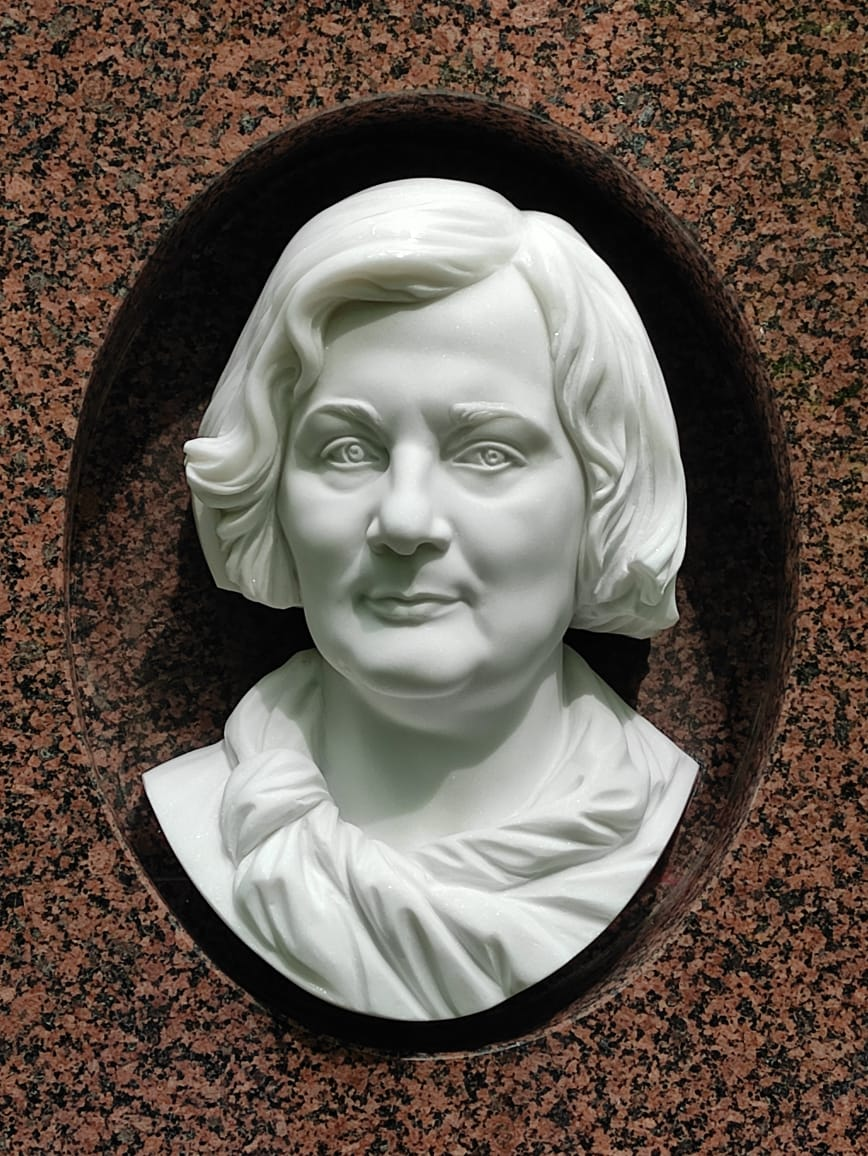
Памятник на могиле Г. В. Рябыкиной, установленный на Востряковском кладбище
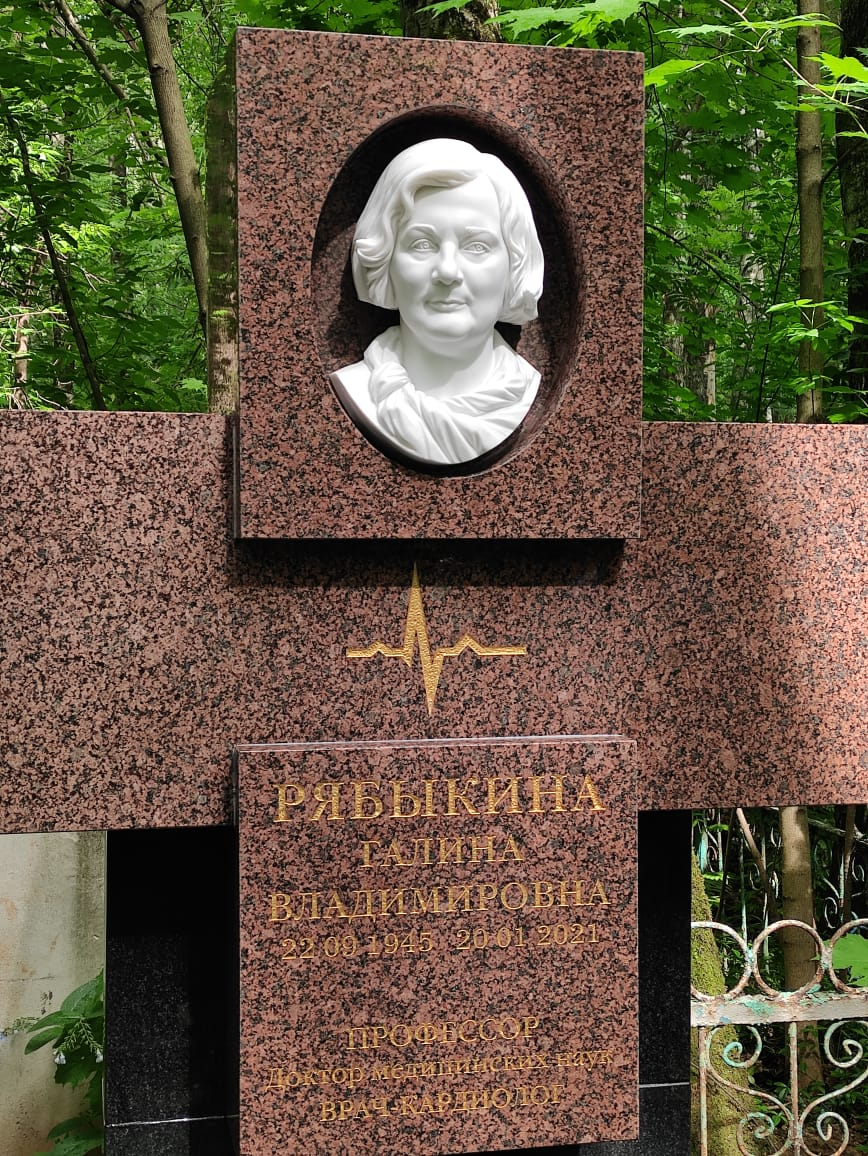
Памятник на могиле Г. В. Рябыкиной, установленный на Востряковском кладбище
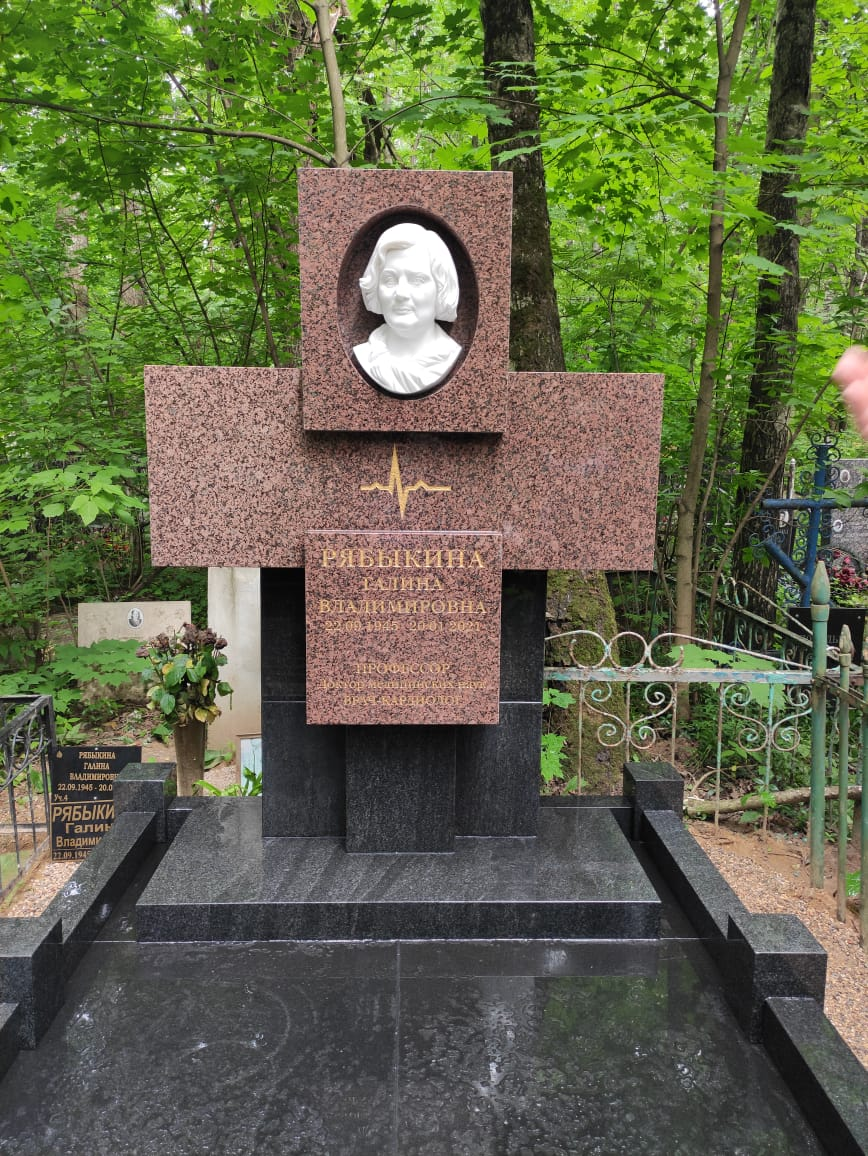
Памятник на могиле Г. В. Рябыкиной, установленный на Востряковском кладбище

## Научные публикации

### Монографии
1. Рябыкина Г. В., Соболев А. В., «Вариабельность ритма сердца», монография, М.: Оверлей, 2001, стр. 196.
2. Рябыкина Г. В., Соболев А. В., «Мониторирование ЭКГ с анализом вариабельности ритма сердца», М.: Медпрактика, 2005, стр. 222.
3. Рябыкина Г. В., Соболев А. В., «Холтеровское и бифункциональное мониторирование ЭКГ и артериального давления», М.: ИД «Мед-практика-М», 2010, стр. 320.
4. Рябыкина Г. В., Соболев А. В., «Холтеровское и бифункциональное мониторирование ЭКГ и артериального давления», издание 2-е, исправленное и дополненное, М.: ИД «Мед-практика-М», 2016, стр. 350.

### Главы в коллективных руководствах по кардиологии и в книгах
1. Сула А. С., Рябыкина Г. В., Гришин В. Г., «Метод дисперсионного картирования ЭКГ. Биофизические основы метода дисперсионного картирования.», стр. 365—425, «Новые методы электрокардиографии» под редакцией Грачева С. В., Иванова Г. Г. и Сыркина А. Л., М.: Техносфера, 2007.
2. Рябыкина Г. В., "Глава 2. Электрокардиография, стр. 47-224, «Функциональная диагностика сердечно-сосудистых заболеваний» под редакцией Беленкова Ю. Н. и Тернового К. С., «ГЭОТАР-Медиа», Москва, 2007, 976 с.
3. Рябыкина Г. В., «Холтеровское мониторирование ЭКГ», стр. 163—181, «Кардиология. Национальное руководство», под редакцией Беленкова Ю. Н. и Аганова Р. Г., «ГЭОТАР-Медиа», Москва, 2007, 1232 с.
4. Рябыкина Г. В., «Диагностика ишемии миокарда с помощью холтеровского мониторирования электрокардиограммы», стр.376-388, «Руководство по атеросклерозу и ишемической болезни сердца», под редакцией Чазова Е. И., Кухарчука В. В. и Бойцова С. А., «Медиа-Медика», Москва, 2007.
5. Рябыкина Г. В., «Глава 2. Электрокардиография», стр. 29-78, «Руководство по кардиологии», под редакцией Чазова Е. И., Практика, Москва, 2014, том 2.
6. Рябыкина Г. В., «Глава 4. Телеметрические системы регистрации и анализа ЭКГ», стр. 95-100, «Руководство по кардиологии», под редакцией Чазова Е. И., Практика, Москва, 2014, том 2.
7. Рябыкина Г. В., «Глава 5. Холтеровское мониторирование электрокардиограммы», стр. 101—120, «Руководство по кардиологии» под редакцией Чазова Е. И., Практика, Москва, 2014, том 2.
8. Рябыкина Г. В., «Глава 2. Бифункциональное мониторирование», стр. 121—144, в книге «Руководство по кардиологии» под редакцией Чазова Е. И., Практика, Москва ,2014, том 2.
9. Рябыкина Г. В., Блинова Е. В., Сахнова Т. А., «Глава 7. Электровекторкардиографическая диагностика», стр. 155—188, «Лёгочная гипертензия», монография под редакцией Чазовой И. Е. и Мартынюк Т. В., Практика, Москва, 2015.
10. «Национальные Российские рекомендации по применению методики холтеровского мониторирования в клинической практике. Российский кардиологический журнал», 2014, № 2, с. 6-71. (Председатель: Макаров Л.М. (Москва). Рабочая группа по подготовке текста рекомендаций: Комолятова В. Н. (Москва), Куприянова О. О. (Москва), Первова Е. В. (Москва), Рябыкина Г. В. (Москва), Соболев А. В. (Москва), Тихоненко В. М. (Санкт-Петербург), Туров А. Н. (Новосибирск), проф. Шубик Ю. В. (Санкт-Петербург)).
11. Рябыкина Г. В., «Глава 2. Электрокардиография», стр. 47 — 103, «Функциональная диагностика. Национальное руководство», под редакцией Берестень Н. Ф. , Сандрикова В. А., Федоровой С. И., ГЭОТАР-Медиа, Москва, 2019.
12. Рябыкина Г. В., Соболев А. В., «Глава 5. Холтеровское мониторирование электрокардиограммы», стр. 103—113,"Функциональная диагностика. Национальное руководство", под редакцией Берестень Н. Ф., Сандрикова В. А., Федоровой С. И., ГЭОТАР-Медиа, Москва, 2019.
13. Рябыкина Г. В., Юровский А. Ю., «Глава 11. Дистанционный анализ электрокардиограммы», стр. 205—207, «Функциональная диагностика. Национальное руководство», под редакцией Берестень Н. Ф., Сандрикова В. А., Федоровой С. И., ГЭОТАР-Медиа, Москва, 2019.
14. Рябыкина Г. В. «Глава 2. Электрокардиография. 2.1. Клиническая электрокардиология», стр. 35—138, «Функциональная диагностика. Национальное руководство. Краткое издание», под редакцией Берестень Н. Ф., Сандрикова В. А., Федоровой С. И., ГЭОТАР-Медиа, Москва, 2023.

### Основные научные статьи и другие публикации[4][5]
1. Рябыкина Г. В., Дорофеева 3.3., Шеремета В. М., «Изменения некротической и периинфарктной зон при различных осложнениях инфаркта миокарда по данным 35 прекордиальных отведений», стр. 73-75, Проблемы современной электрокардиологии, АН АССР, Ереван, 1976.
2. Галахов И. Е., Рябыкина Г. В., «Размер периинфарктной и некротической зон по данным электрокардиографической и патологоанатомической диагностики», стр. 61-64, сборник Теоретические и практические аспекты ишемической болезни сердца и артериальной гипертонии, Москва, 1977.
3. Рябыкина Г. В., «Динамика изменений сегмента ЭТ по данным съёмки ЭКГ во множественных отведениях у больных инфарктом миокарда передней локализации», стр. 233—236, сборник Теоретические и практические аспекты ишемической болезни сердца и артериальной гипертонии, Москва, 1977.
4. Дорофеева 3.3., Рябыкина Г. В., «Оценка состояния периинфарктной зоны у больных острым инфарктом миокарда по данным 35 прекордиальных отведений», стр. 89-96, Кардиология № 8, СССР, 1977.
5. Рябыкина Г. В., Галахов И. Е., «Сопоставление данных электрокардиографической (35 отведений) и патологоанатомической диагностики по определению размеров некротической и периинфарктной зон», стр. 95-99, Кардиология, № 6, 1978.
6. Рябыкина Г. В., «Картографические показатели множественных (35) отведений ЭКГ при нижнем инфаркте миокарда», стр. 199—200, Тезисы ХХ Международного симпозиума по электрокардиологии, Ялта, 1979.
7. Ryabikina G.V., «Cartographic indices by multiple 35 ECG leads in inferior myocardial infarction», p.180, Advances in Cardiology Vol.28, Basel Karger, 1981.
8. Рябыкина Г. В., Даулетбаева С. М., Вангели Р. С., «Нарушения ритма при застойной кардиомиопатии (данные ЭКГ-покоя и суточного мониторирования ЭКГ)», стр. 30-34, Бюллетень ВКНЦ АМН СССР № 2, Медицина, 1982.
9. Рябыкина Г. В., Игнатьева И. Ф., Дорофеева 3.3., «Электрическая позиция сердца и варианты нормальной картограммы 35 отведений», стр. 80-85, Кардиология № 8, СССР, 1982.
10. Бланк М. Л., Давиденко А. В., Дорофеева 3.3., Марковская Т. Б., Рябыкина Г. В., Соболев А. В., «Методика автоматизированного картирования 35 отведений ЭКГ», стр. 41-47, Бюллетень ВКНЦ АМН СССР, 1982.
11. Рябыкина Г. В., Лобова Н. М., Даулетбаева С. М., Давиденко А. В., Мухарлямов Н. М., «Электрокардиографические изменения при застойной кардиомиопатии», стр. 128—132, Терапевтический архив № 3, 1983.
12. Дорофеева 3.3., Рябыкина Г. В., Давиденко А. В., Гуковский Д. Э., Алекперов Т. И., Китаева И. Т., «Показатели гипертрофии левого желудочка по данным автоматизированного картирования 35 отведений ЭКГ», стр. 96-102, Бюллетень ВКНЦ АМН СССР № 1, 1983.
13. Dorofeeva Z.Z., Ignatyeva I.F., Gadzaeva F.U., Ryabikina G.V., Davidenko A.V. «Practical aspects of the use possibilitiesof some ECG and VCG registration systems», p.13, International Congress on Electrocardiology 10th, Aug/16-19, Bratislava, 1983.
14. Ryabikina G.V., Davidenko A.V., Alekperov I.I., «Data on computerized of 35 lead system in diagnosis of moderate ventricular hypertrophy», p.98, International Congress on Electrocardiology 10th, Aug/16-19, Bratislava, 1983.
15. Дорофеева 3.3., Игнатьева И. Ф., Гаджиева Ф. У., Рябыкина Г. В., Афонская Н. И., «Методические рекомендации. Использование некоторых систем отведений ЭКГ и ВКГ в кардиологической дифференциальной диагностике», стр. 12-23, СССР, Москва, 1984.
16. Двулетбаева С. М., Лобова Н. М., Жданов В. С.‚ Брагин М. А., Наумов В. Г., Рябыкина Г. В., «Клинико-морфологическое сопоставление при застойной кардиомиопатии», стр. 27-32, Вестник Академии медицинских наук, Медицина, № 2, СССР, 1984.
17. Крамер А. А., Самойленко Л. Е., Гаджиева Ф. У., Рябыкина Г. В., Эвентов А. З., Игнатьева И. Ф., «Сопоставление результатов сцинтиграфии миокарда с 201 ТI и электрокардиографии в оценке состояния миокарда у больных ИБС», стр. 18-23, Кардиология № 3, СССР, 1984.
18. Рябыкина Г. В., Якобашвили М. А., Гаджиева Ф. У., «Особенности картограммы 35 отведений ЭКГ у больных артериальной гипертонией», стр.122-123, Тезисы 3-го Всероссийского съезда кардиологов, Свердловск, 1985.
19. Рябыкина Г. В., Якобашвили М. А., Клембовский А. А., Соболев А. В., «Данные автоматизированного картирования у больных артериальной гипертонией, обследованных коронарографически», стр. 222—228, Тезисы Х11 Международного Конгресса по электрокардиографии, Минск, 1985.
20. Якобашвили М. Д., Рябыкина Г. В., Жданов В. С., Арабидзе Г. Г., Потапова Г. Н., Куценко Н. И., Абутова С. П., «Сердце при злокачественной гипертонии: сопоставление результатов морфологического и электрокардиографического исследования», стр. 88-94, Бюллетень ВКНЦ АМН СССР, 1985.
21. Дорофеева 3.3., Рябыкина Г. В., Гаджиева Ф. У., Якобашвили М. А., Соболев А. М., Киваева Г. М., Сергакова Л. М., Матвеева Л. С., «Подходы к электровекторкардиографической дифференциации признаков очагово-рубцового поражения миокарда на фоне гипертрофии левого желудочка», стр. 48-56, Бюллетень ВКНЦ АМН СССР № 7, СССР, 1986.
22. Соболев А. В., Рябыкина Г. В., Кротовская Т. А., Сергакова Л. М., Киваева Г. М., «Информативность различных отведений прекордиального картографирования при гипертрофии левого желудочка», стр. 23-27, Кардиология № 11, СССР, 1986.
23. Дорофеева 3.3., Рябыкина Г. В., Китаева И. Т., Игнатьева И. С., Гаджиева Ф. У., «Картограмма 35 отведений ЭКГ при гипертрофии правого желудочка сердца», стр. 85-89, Кардиология № 2, СССР, 1986.
24. Рябыкина Г. В., Соболев А. В., Давиденко А. В., Дорофеева 3.3., «Рационализация подходов к автоматизированному картированию 35 отведений ЭКГ», стр. 425—428, Материалы симпозиума специалистов стран-членов СЭВ Теория и практика автоматизации кардиологических исследований, Каунас, 1986.
25. Рябыкина Г. В., Соболев А. В., Дорофеева 3.3., Яворская Н. В., Лобова Н. М., Сергакова Л. М., Китаева И. Т., «Диагностика комбинированной гипертрофии миокарда желудочков с помощью прекордиального картирования. Сообщение 1. Выбор отведений картограмм, наиболее информативных при диагностике комбинированной гипертрофии миокарда», стр. 97-101, Бюллетень ВКНЦ АМН СССР № 2, 1987.
26. Рябыкина Г. В., Лобова Н. М., Даулетбаева С. М., Брагин М. А., Сергакова Л. М., «Информативность электрокардиографического и эхокардиографического методов в диагностике увеличения желудочков сердца при дилатационной кардиомиопатии», стр. 280—286, Бюллетень ВКНЦ АМН СССР № 4, 1987.
27. Sobolev A.V., Ryabikina G.V., Gadzieva F.U., Dorofeeva Z.Z.,Sachnova T.A., «The use of the computer technique in developing new approaches to electrical cardiosignal analysis», P.76, International Congress on Electrocardiology, 28th, Berlin, 1987.
28. Рябыкина Г. В., Соболев А. В., Яворская Н. В., Сергакова Л. М., «Автоматизированный выбор оптимальных параметров прекордиальной карты для диагностики гипертрофии правого желудочка», стр. 18-21, Кардиология № 7, СССР, 1988.
29. Соболев А. В., Рябыкина Г. В., Дорофеева 3.3., Марковокая Т. С., «Диагностика комбинированной гипертрофии миокарда желудочков с помощью прекордиального картирования. Сообщение 11. Выбор диагностически значимых параметров картограммы для дифференциации комбинированной гипертрофии миокарда от её изолированных форм», стр. 89-90, Бюллетень ВКНЦ АМН СССР № 1, 1988.
30. Дорофеева 3.3., Рябыкина Г. В., Шеремета В. М., «Состояние периинфарктной и некротической зон при равных осложнениях инфаркта миокарда по данным ЭКГ (35 прекордиальных отведений)», стр. 59-65, Кардиология № 12, СССР, 1997.
31. Лаптев Д. Н., «Анализ динамики интервала QT у здоровых детей и подростков при холтеровском мониторировании ЭКГ», стр. 26-32, Лаптев Д. Н., Волков И. Э., Рябыкина Г. В., Соболев А. В., Функциональная диагностика № 3, 2006.
32. Рябыкина Г. В., «Исследование интервала QT у детей и подростков, больных сахарным диабетом тип 1, при холтеровском мониторировании ЭКГ», стр.19-23, Рябыкина Г. В., Лаптев Д. Н., Соболев А. В., Сеид-Гуссейнов А. А., Волков И. Э., Сахарный диабет, ООО «УП-Принт», Москва, 2007.
33. Рябыкина Г. В., Лаптев Д. Н., Сеид-Гуссейнов А. А., «Изменение длительности интервала QT у детей и подростков, больных сахарным диабетом 1-го типа», стр.35-38, Кардиология № 12, 2007.
34. Рябыкина Г. В., Лютикова Л. Н., Саидова М. А., Ботвина Ю. В., Кожемякина Е.I., Щедрина Е. В., Соболев А. В., «Изменения сегмента ST на ЭКГ у больных артериальной гипертонией», Терапевтический архив № 5, Том 80, ООО «КОНСИЛИУМ МЕДИКУМ», Москва, 2008.
35. Мычка В. Б., Жернакова Ю. В., Зюзина Н. Е., Шишова Т. А., Рябыкина Г. В., Лаптев Д. Н., Масенко В. П., Чазова И. Е., «Эффективность небиволола у больных сахарным диабетом и метаболическим синдромом», Кардиология № 5, ООО «КОНСИЛИУМ МЕДИКУМ», Москва, 2008.
36. Рябыкина Г. В., Вишнякова Н. А., «Оценка эффективности метода дисперсионного картирования для контроля проводимой терапии», стр.18-26, Альманах клинической медицины № 19, 2008.
37. Лаптев Д. Н., Рябыкина Г. В., Сеид-Гусейнов А. А., «Суточное мониторирование ЭКГ и уровня глюкозы в выявлении зависимости между гликемией и длительностью интервала QT у больных сахарным диабетом 1-го типа», стр. 28-33, Терапевтический архив № 4, Том 81, ООО «КОНСИЛИУМ МЕДИКУМ», Москва, 2009.
38. Рябыкина Г. В., Вишнякова Н. А., «Определение порогов нормы и патологии при скрининговом обследовании населения методом дисперсионного картирования ЭКГ», стр. 38-43, Функциональная диагностика № 3, 2008.
39. Рябыкина Г. В., Вишнякова Н. А., "Возрастные особенности изменений показателей метода дисперсионного картирования ЭКГ в сопоставлении с клиническим статусом обследованных лиц при скрининговом исследование населения с помощью прибора «Кардиовизор-06С», стр.3-9, Функциональная диагностика № 3, 2008.
40. Вишнякова Н. А., Рябыкина Г. В., Кожемякина Е. Ш., Ярыгин Н. В., Сеид-Гусейнов А. А., «Опыт использования прибора „Кардиовизор-06С“ для скрининговых обследований населения в условиях сельской местности», стр. 22-30, Медицина критических состояний" № 4, 2008.
41. Рябыкина Г. В., Шишова Т. А., Лаптев Д. Н., Мычка В. Б., Лютикова Л. Н., Кожемякина Е. Ш., Щедрина Е. В., Соболев А. В., Чазова И. Е., «Динамика артериального давления, вариабельбности ритма сердца и у больных с метаболическими синдромом при лечении селективным блокатором и бигуанидами», стр.38-56, Системные гипертензии № 3, 2009.
42. Рябыкина Г. В., Вишнякова Н. А., «Метод дисперсионного картирования ЭКГ при скрининговом обследовании населения», Книга, Москва, 2009.
43. Лаптев Д. Н., Рябыкина Г. В., Соболев А. В., Кириллов К. К., Сеид-Гусейнов А. А., Связь гликемии и длительности интервала QT с двигательной активностью у детей и подростков с сахарным диабетом 1-го типа", стр.24-31, Проблемы эндокринологии № 6, Том 56, Москва, 2010.
44. Блинова Е. В., Рябыкина Г. В., Сахнова Т. А., «Вторичные изменения реполяризации у больных с гипертрофией левого желудочка», стр. 17-22, Терапевтический архив № 4, Том 82, ООО «КОНСИЛИУМ МЕДИКУМ», Москва, 2010.
45. Рябыкина Г. В., Вишнякова Н. А., Блинова Е. В., Кожемякина Е. Ш., Соболев А. В., Бритов А. Н., «Возможности метода дисперсионного картирования ЭКГ для оценки распространенности сердечно-сосудистых заболеваний», стр.98-105, Кардиоваскулярная терапия и профилактика Том 9, № 3, 2010.
46. Сахнова Т. А., Блинова Е. В., Рябыкина Г. В., Шутова Л. И., Чихладзе Н. М., Мартынюк Т. В., Чазова И. Е., «Изменение показателей ортогональной электрокардиограммы у больных артериальой гипертонией на фоне разных вариантов антигипертензивной терапии», стр. 39-42, Терапевтический архив № 4, Том 83, ООО «КОНСИЛИУМ МЕДИКУМ», Москва, 2011.
47. Лаптев Д. Н., Кружкова М. Н., Рябыкина Г. В., Поляков С. Д., Корнеева И. Т., «Влияние непродолжительной дозированной физической нагрузки на уровень гликемии у детей и подростков, больных сахарным диабетом 1 типа при длительном мониторировании ЭКГ и двигательной активности», стр. 48—54, Кардиология № 6, ООО «КОНСИЛИУМ МЕДИКУМ», Москва, 2012.
48. Лаптев Д. Н., Рябыкина Г. В., «Влияние физической нагрузки на длительность интервала QT и гликемию у детей и подростков, больных сахарным диабетом I типа», стр.55-61,Справочник врача общей практики, Медицинская Панорама № 8, Москва, 2012.
49. Лаптев Д. Н., Рябыкина Г. В., «Аритмогенное действие гипогликемии, регистрируемое при длительном мониторировании ЭКГ у детей и подростков с сахарным диабетом 1 типа», стр. 66-71, Сахарный диабет № 4, Том 16, ООО «УП-Принт», Москва, 2013.
50. Рябыкина Г. В., Соболев А. В., Сахнова Т. А., Блинова Е. В., Смирнова Я. С., Щедрина Е. В., Кожемякина Е. Ш., Вишнякова Н. А. «Применение систем дистанционной регистрации и централизованного анализа ЭКГ в условиях крупного стационара и медицинских учреждениях сельской местности», стр. 2-59, Методическое пособие для врачей под ред. академика Е. И. Чазова, 2013.
51. Лаптев Д. Н., Рябыкина Г. В., Поляков С. Д., Корнеева И. Т., Намазова-Баранова Л. С., «Эпизоды снижения гликемии после физической нагрузки и связанные с этим факторы у молодых пациентов с сахарным диабетом 1 типа», стр.22-29, Терапевт № 12, 2014.
52. Вишнякова Н. А., Буденков В. В., Рябыкина Г. В., «Дистанционная ЭКГ в сельской местности», стр. 73, Материалы конференции. VI Всероссийская конференция «Функциональная диагностика-2014», Москва, 2014.
53. Вишнякова Н. А., Голоколенова Н. А., Рябыкина Г. В., «Опыт применения системы дистанционной электрокардиографии при диагностике неотложных состояний в условиях сельской местности», стр. 18-25, Заместитель главного врача № 6, 2014.
54. Рябыкина Г. В., Вишнякова Н. А., «Электрокардиографическая диагностика неотложных состояний в условиях сельской местности с помощью системы дистанционной регистрации и анализа ЭКГ», стр. 74-83, Терапевтический архив № 6, Том 86, ООО «КОНСИЛИУМ МЕДИКУМ», Москва, 2014.
55. Рябыкина Г. В., Соболев А. В., Сахнова Т. А., Блинова Е. В., Смирнова Я. С., Щедрина Е. В., Кожемякина Е. Ш., Вишнякова Н. А., «Применение систем дистанционной регистрации и централизованного анализа ЭКГ в условиях крупного стационара и медицинских учреждениях сельской местности», часть 1, с.19-22, Поликлиника № 1(2), 2014.
56. Рябыкина Г. В., Соболев А. В., Сахнова Т. А., Блинова Е. В., Смирнова Я. С., Щедрина Е. В., Кожемякина Е. Ш., Вишнякова Н. А., «Применение систем дистанционной регистрации и централизованного анализа ЭКГ в условиях крупного стационара и медицинских учреждениях сельской местности», часть 2, стр.8-12, Поликлиника № 3(2), 2014.
57. Рябыкина Г. В., Соболев А. В., Сахнова Т. А., Блинова Е. В., Смирнова Я. С., Щедрина Е. В., Кожемякина Е. Ш., Вишнякова Н. А., «Применение систем дистанционной регистрации и централизованного анализа ЭКГ в условиях крупного стационара и медицинских учреждениях сельской местности», часть 3, стр. 31-34, Поликлиника № 4(3), 2014.
58. Рябыкина Г. В., Соболев А. В., Сахнова Т. А., Блинова Е. В., Смирнова Я. С., Щедрина Е. В., Кожемякина Е. Ш., Вишнякова Н. А., «Применение систем дистанционной регистрации и централизованного анализа ЭКГ в условиях крупного стационара и медицинских учреждениях сельской местности», часть 4, стр. 50-56, Поликлиника № 5(2), 2014.
59. Рябыкина Г. В., Вишнякова Н. А., «Опыт применения дистанционной электрокардиографии при проведении диспансеризации определенных групп взрослого населения», стр. 4-16, Терапевт" № 6, 2014.
60. N.A. Vishnyakova, G.V. Ryabykina, V.E. Volkov, E.N. Dyuzheva, E.V. Blinova, «Electrocardiographic Diagnosis of Emergency Conditions in Rural Areas by the System of Remote EGG Transmission and Analysis», page 126, The 41st International Congress on Electrocardiology, June 4 — 7, 2014, Bratislava, Slovakia.
61. Лаптев Д. Н., Кураева Т. Л., Рябыкина Г. В., Поляков С. Д., Корнеева И. Т., Намазова-Баранова Л. С., «Диагностическая значимость бессимптомной депрессии сегмента ST при проведении нагрузочного тестирования у детей и подростков с сахарным диабетом 1 типа и автономной нейропатией», стр. 54-60, Сахарный диабет Том 18, № 2, 2015.
62. Лаптев Д. Н., Рябыкина Г. В., Поляков С. Д., Корнеева И. Т., Намазова-Баранова Л. С., Кураева Т. Л. «Влияние автономной дисфункции на восстановление частоты сердечных сокращений и вариабельности ритма сердца при проведении нагрузочного тестирования у детей и подростков с сахарным диабетом 1-го типа», стр.23-29, Проблемы эндокринологии Том 61, № 3, 2015.
63. Рябыкина Г. В., Вишнякова Н. А., Сахнова Т. А., Блинова Е. В., Волков В. Е., «Опыт дистанционного применения электровекторкардиографических методов в диагностике очагово-рубцовых поражений миокарда в сопоставлении с результатами эхокардиографии», стр.7-14, Вестник восстановительной медицины № 5(69), 2015.
64. Рябыкина Г. В., Вишнякова Н. А., Сахнова Т. А., Блинова Е. В., Волков В. Е., «Длительное мониторирование ЭКГ с дистанционным доступом к анализу у больных с аритмиями», стр.49-61, Терапевт № 7, 2015.
65. Рябыкина Г. В., Вишнякова Н. А., СахноваТ.А., Блинова Е. В., «Опыт применения новейших электрокардиографических методов в диагностике очагово-рубцовых поражений миокарда на базе районной ЦРБ», стр. 98, Сборник тезисов 16-й Конгресс Российского общества холтеровского мониторирования и неинвазивной электрофизиологии, Казань, 2015.
66. Вишнякова Н. А., Рябыкина Г. В., Сахнова Т. А., Блинова Е. В., Кожемякина Е. Ш., Волков В. Е., «Применение новейших электровекторкардиографических методов в диагностике гипертрофии миокарда левого желудочка на базе Урюпинской центральной районной больницы», стр 25-31, Системные гипертензии Том 13, № 3, 2016.
67. Вишнякова Н. А., Сахнова Т. А., Блинова Е. В., Рябыкина Г. В., «Опыт дистанционного применения электровекторкардиографических методов в диагностике очагово-рубцовых поражений миокарда на базе районной ЦРБ», стр. 31-43, Терапевт № 5(6), 2017.
68. Таймасханова П. А., Рябыкина Г. В., Федорова В. С., Вишнякова Н. А., «Распространённость фибрилляции предсердий в сельской местности по данным банка централизованного анализа дистанционно переданных ЭКГ», стр. 24-25, X Всероссийский форум Вопросы неотложной кардиологии, 2017.
69. Вишнякова Н. А., Ирхина Е. А., Волков В. Е., Рябыкина Г. В., «Распространённость фибрилляции предсердий в сельской местности по данным банка централизованного анализа дистанционно переданных ЭКГ. Национальная функциональная диагностика.», стр. 13-20, Медицинский алфавит № 14(351), 2018.
70. Рябыкина Г. В., Вишнякова Н. А., Созыкин А. В., Козловская И. Л., Чайковская О. Я., Мостовнек М. В., «Телеметрия электрокардиографии — новые возможности в скрининге и диагностике сердечно-сосудистых заболеваний», стр. 13-19, Терапевтический Архив № 10, 2018.
71. Рябыкина Г. В., Вишнякова Н. А., Таймасханова П. А., Федорова В. С., Ирхина Е. А., «Диагностика фибрилляции предсердий при диспансеризации сельских жителей по данным дистанционно переданных ЭКГ», стр. 122, Материалы XII Всероссийского национального конгресса лучевых диагностов и терапевтов «Радиология — 2018», Москва, 2018.
72. Рябыкина Г. В., Юровский А. Ю., Глава «Дистанционный анализ электрокардиограммы», стр. 205—207, Функциональная диагностика. Национальное руководство., под ред. Н. Ф. Берестень, В. А. Сандрикова, С. И. Федоровой, Москва, ГЭОТАР-Медиа. 2019.
73. Рябыкина Г. В., Вишнякова Н. А., «Синдромальная ЭКГ диагностика телеметрическими методами при обследовании сельского и городского населения малых городов», стр.12-13, Сборник тезисов III Всероссийской научно-практической конференции «Актуальные вопросы функциональной и ультразвуковой диагностики», 2019.
74. Рябыкина Г. В., Вишнякова Н. А., Смирнова Я. С., Кожемякина Е. Ш., Соболев А. В., Копылов Ф. Ю., Бойцов С. А., «Диагностика фибрилляции предсердий дистанционными электрокардиографическими методами в условиях первичного звена здравоохранения», стр. 46-57, Кардиологический вестник № 1, 2020.